# شهر و خرابه‌های ساسانی زواره
شهر و خرابه‌های ساسانی یا اردستان کهن مربوط به دوره ساسانیان است و در شمال شرقی شهرستان اردستان واقع شده و این اثر در تاریخ ۲۴ شهریور ۱۳۱۰ با شمارهٔ ثبت ۳۷ به‌عنوان یکی از آثار ملی ایران به ثبت رسیده است.